# Клод Режі
Клод Ре́жі (фр. Claude Régy; 1 травня 1923 — 26 грудня 2019, Париж, Франція) — французький режисер і сценарист. Отримав визнання завдяки новаторським методам в постановці п'єс за мотивами творів французької та міжнародної класики. Працював у відомій Комеді Франсез.